# Henares
L'Henares est une rivière du centre de l'Espagne, affluent de la Jarama. Elle prend sa source dans la Sierra Ministra (es), à Horna (près de Sigüenza), dans la province de Guadalajara.
Les centres urbains les plus importants par lesquels passe la rivière sont Azuqueca de Henares, Guadalajara, Jadraque, Humanes et Sigüenza pour la province de Guadalajara ; et Alcalá de Henares, Mejorada del Campo dans la communauté de Madrid.

## Toponymie
Henares en espagnol est le pluriel de henar qui dérive du mot latin « fenum ». Il signifie champ de foin, car auparavant il y avait des champs de foin sur ses rives.
Le vocable henares a été incorporé, comme suffixe, dans le nom de plusieurs villes. Il s'agit notamment de Carrascosa de Henares, de Castejón de Henares, de Castilblanco de Henares, d'Espinosa de Henares, de Moratilla de Henares, de Tórtola de Henares, de Villaseca de Henares et de Yunquera de Henares dans la province de Guadalajara ; ainsi que de San Fernando de Henares dans la communauté de Madrid, même si la rivière qui borde le centre urbain est la Jarama, l'Henares borde les limites de la commune.
Par extension, la zone comprise entre l'ouest de la province de Guadalajara et la partie orientale de la communauté de Madrid et qui est l'un des centres les plus densément peuplés de la péninsule Ibérique est connu sous le nom de « couloir d'Henares ».
La rivière a également donné son nom au bassin versant de l'Henares d'après la direction générale du Tourisme qui dépend du Ministère de la Culture et du Tourisme de cette communauté autonome.

## Cours

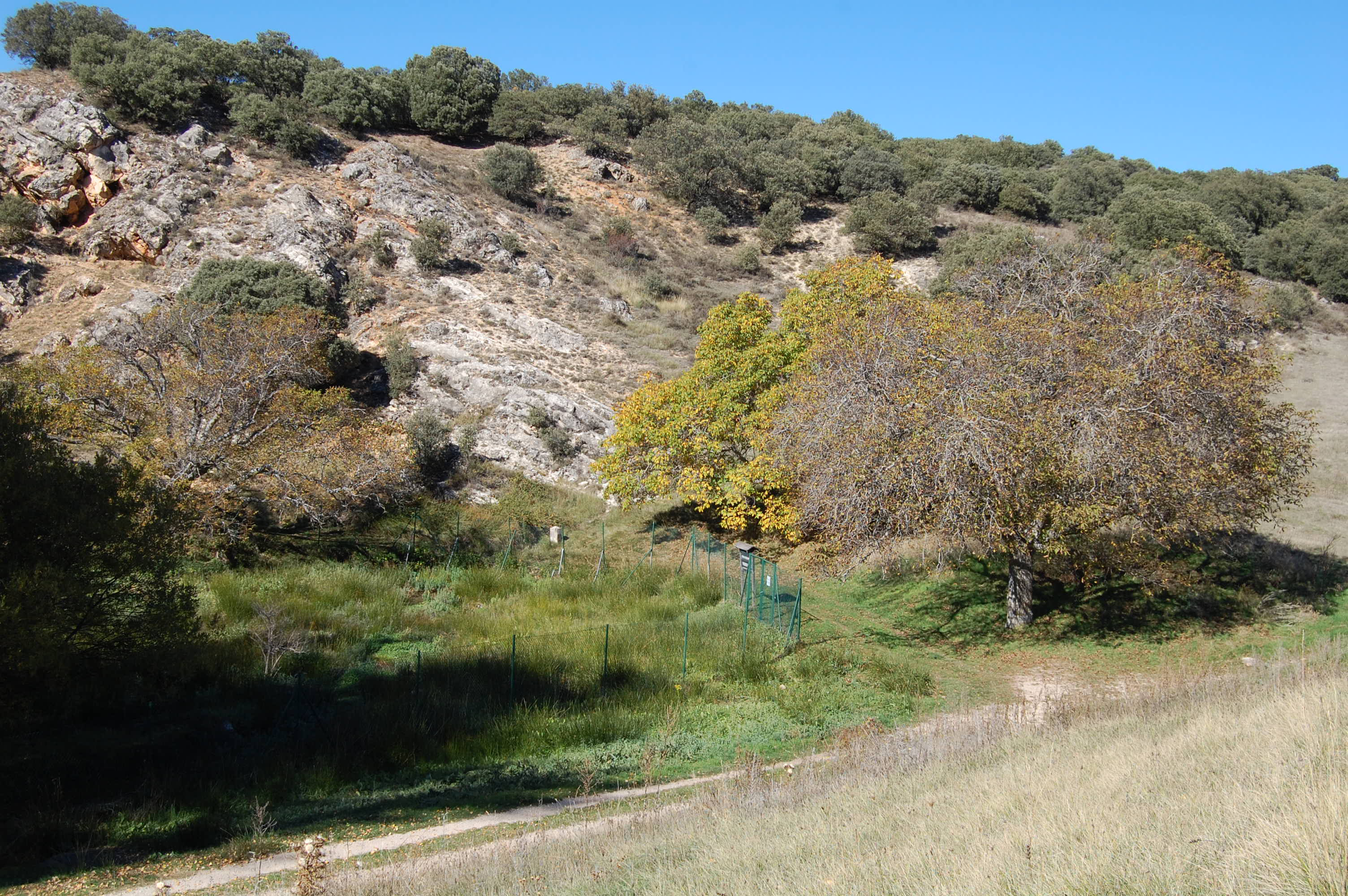
Source de la rivière Henares.

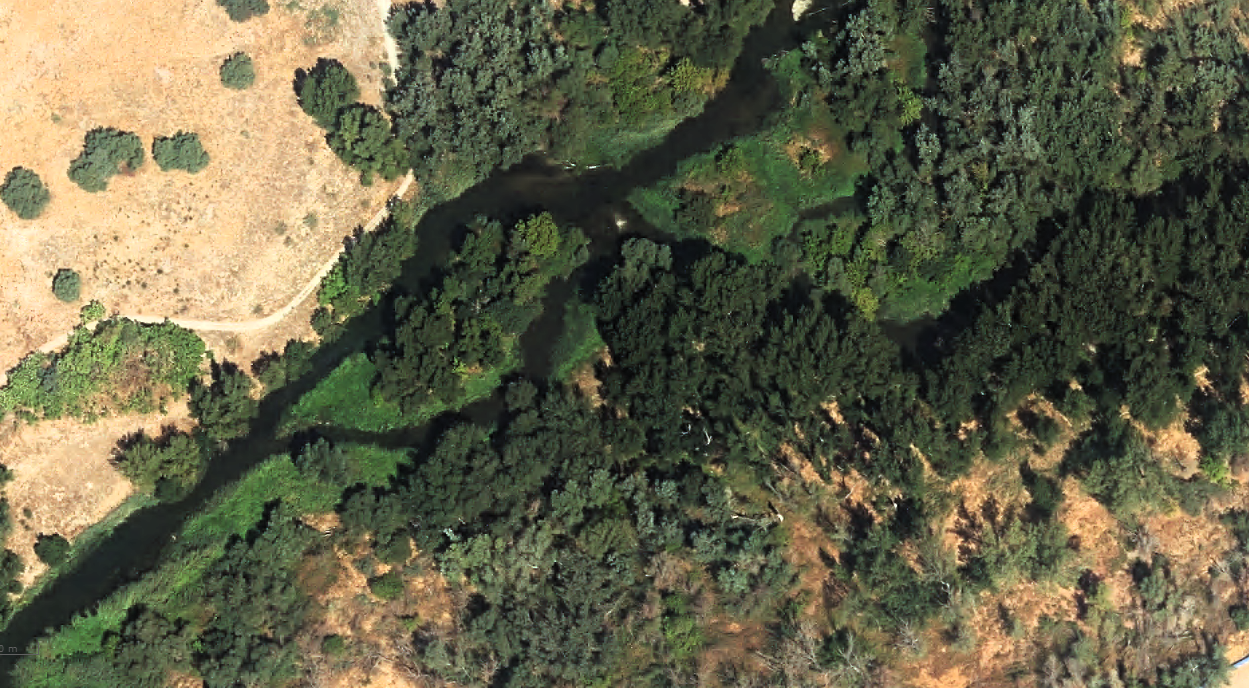
Embout dans la rivière Jarama.

La rivière prend sa source dans la Sierra Ministra (es) dans la branche castillane du Système ibérique à 1 220 m d'altitude. Sa source se situe au nord-est de Horna, près de Sigüenza (Guadalajara) puis coule en direction du nord-est/sud-ouest.
Elle parcourt ensuite 160 km, dont 124 dans la province de Guadalajara. Durant ce trajet, elle reçoit en affluent le Sorbe, le Cañamares, le Salado, l'Aliendre et le Bornova par la droite, le Dulce et le Badiel par la gauche.
La rivière entre dans la communauté de Madrid à la hauteur de Los Santos de la Humosa et se dirige ensuite vers Alcalá de Henares, où par la rive droite le Torote, le dernier de ses affluents importants la rejoint. Puis, l'Henares se jette dans la Jarama, au nord-ouest du centre-ville de Mejorada del Campo, à une altitude de 578 m.
Par son débit et sa longueur, l'Henares est l'affluent le plus important de la rivière Jarama. Son bassin occupe une surface de 4 144 km2.

## Littérature
Depuis El Buscón de Francisco de Quevedo y Villegas, la rivière Henares est présente dans la littérature espagnole. À partir du milieu du XXe siècle, Rafael Sánchez Ferlosio la décrit de la manière suivante dans son premier roman :

« (es) El Henares es un río terroso que baja por las tierras oscuras y viene de las oscuras montañas. Está hecho con las sobras de las nubes olvidadas por los vericuetos de la serranía »

— Rafael Sánchez Ferlosio, Industrias y andanzas de Alfanhuí, 1951, Première partie, chapitre XV